# ダットサン・GO
GO(ゴー)は、かつて日産自動車が製造し、ダットサンブランドで販売していたAセグメントの自動車である。

## 概要
2012年3月20日、日産のCEOであるカルロス・ゴーンによって新興市場向けの低価格ブランドとしてダットサンの復活が発表され、併せて新しいロゴも公開された。GOはこの計画に伴い、最初に発表された車種である。
2014年からインドネシア、インド、ロシアで製造・販売を開始する計画で、ルノー・日産アライアンスのチェンナイ近郊のオラガダムにある工場が最初の生産拠点となる。
近年のインドにおけるスマートフォンの急速な普及を受け、「モバイルドッキングステーション」を装備することで、車両との接続を可能としている。

### 歴史
2013年7月15日、インド・グルガーオンにてワールドプレミア。
2013年9月17日、インドネシア・ジャカルタにてMPV版の「ダットサン・GO +(ゴー プラス)」をワールドプレミア。GOとともにジャカルタの東80kmに位置するプルワカルタにある日産の工場で生産する予定。
2014年2月4日、インドのオラガダム工場で生産を開始。
2022年9月、ダットサンブランドの使用終了（廃止）に併せる形で生産・販売終了となった。今後は既存の小型クロスオーバーSUVの日産・マグナイトが間接上の代替車種となる。

### メカニズム
エンジンは1.2 L・直列3気筒DOHC12バルブのHR12DE型エンジンが搭載され、変速機はインパネシフト方式の5速MT。パーキングブレーキレバーはステッキ式を採用する。なお、プラットフォームは日産が開発したVプラットフォームを採用する。
MPV版の「GO+」についてはエンジンやトランスミッションは同じだが、リア・オーバーハングの拡大で全長のみが3,995 mm に延長され、3列シート・7人乗り仕様となる
。リヤデザインもGOとは異なり、ナンバープレートの位置がバンパーからバックドアに変更されている。
スタイリングは日本の日産グローバルデザインセンターが担当し、技術開発などはインドで行われた。

## その他

### トミカ
- No.AS-02 ダットサン ゴー

2015年頃、トミカアジアシリーズで5名の『ゴー』が販売されていた。
- ダットサン ゴー(シルバー)

同上の非売品でボディカラーがシルバーのもの。
- ダットサン ゴープラス(ルビー)

ゴーの7名バージョン。トミカでは、このボディカラーしか販売されなかった。